# Днестровск
Днестровск (на молдовски: Dnestrovsc; на руски: Днестровск; на украински: Дністровськ) е град в югоизточната част на Молдова, в Слобозийки район, в състава на непризнатата република Приднестровие. Населението му според оценки на Държавната статистическа служба на Приднестровието през 2014 г. е 10 436 души.

## Население
Население на града според преброяванията през годините:
- 14 876 (1989)

Население на града според оценки на Държавната статистическа служба на Приднестровието през годините:
- 12 382 (2004)
- 10 436 (2014)

### Етнически състав
Преброяване на населението през 2004 г.
Численост и дял на етническите групи според преброяването на населението през 2004 г.:
|              | Численост | Дял (в %) |
| Общо         | 12 382    | 100.00    |
| Руснаци      | 5249      | 42.39     |
| Украинци     | 3390      | 27.37     |
| Молдовци     | 2580      | 20.83     |
| Беларуси     | 174       | 1.40      |
| Българи      | 131       | 1.05      |
| Германци     | 67        | 0.54      |
| Гагаузи      | 61        | 0.49      |
| Евреи        | 10        | 0.08      |
| Други        | 158       | 1.27      |
| Неотговорили | 562       | 4.53      |